# ابن خرداذبة
أبو القاسم عُبيد الله بن عبد الله بن أحمد بن خُرداذبه (205 - 300 هـ / 820 - 913 م)، ، المَعروف باسم اِبن خُرداذُبه كان مسؤولاً وجغرافياً رفيع المستوى من أصلٍ فارسي خدم في دولة الخلافة العباسية وهو مؤلف أقدم كتاب عربي عن الجغرافيا الإدارية، كما أشار بصراحة إلى جاذبية الأرض وكُرويتها وذلك في قوله: «إن الأرض مدورة كدوران الكرة، موضوعة كالمُحَّةِ في جوف البيضة والنسيم حول الارض وهو جاذب لها من جميع جوانبها الى الفلك وبنية الخلق على الارض ان النسيم جاذب لما فى ابدانهم من الخفّة والارض جاذبة لما فى ابدانهم من الثقل لأن الارض بمنزلة الحجر الذي يجتذب الحديد ...» كما كان من نُدماء وأصحاب الخليفة العباسي المعتمد على الله.

## سيرة شخصية

### نسبه
هو أبو القاسم عُبيد الله بن عبد الله بن أحمد بن خُرداذُبه الخراساني.
والده هو عبد الله، والٍ عَباسي على طبرستان في عهد الخليفة عبد الله المأمون (حكم 813-833)، وكان له سمعة وشهرة بعد أن ضم مناطق الديلم إلى حضن الخلافة العباسية، وصد هجمات الباونديين.
أما خُرداذُبه، جده الثاني فكان مجوسياً أسلم على يد البرامكة، ويُقال أنه خرداذبة الرازي الذي قدم لأبي الحسن المدائني التفاصيل المتعلقة بهروب يزجرد الثالث خلال الفتوحات العربية الإسلامية لإيران.

### طفولته
ولد في ولاية خراسان سنة 205 هـ/ 820 م، وقيل سنة 211 هـ/ 826 م. لكنه نشأ في مدينة بغداد وهناك تلقى تعليماً مثقفاً، ودرس الموسيقى على يد المطرب البارز إسحاق الموصلي، وهو صديق والده عبد الله، عندما بلغ ابن خُرداذبة سن الرشد، تم تعيينه في جهاز البريد وعمل كاستخبارات للخليفة في ولاية الجبال الوسطى، ولاحقاً في سامراء وبغداد.

### حياته العملية

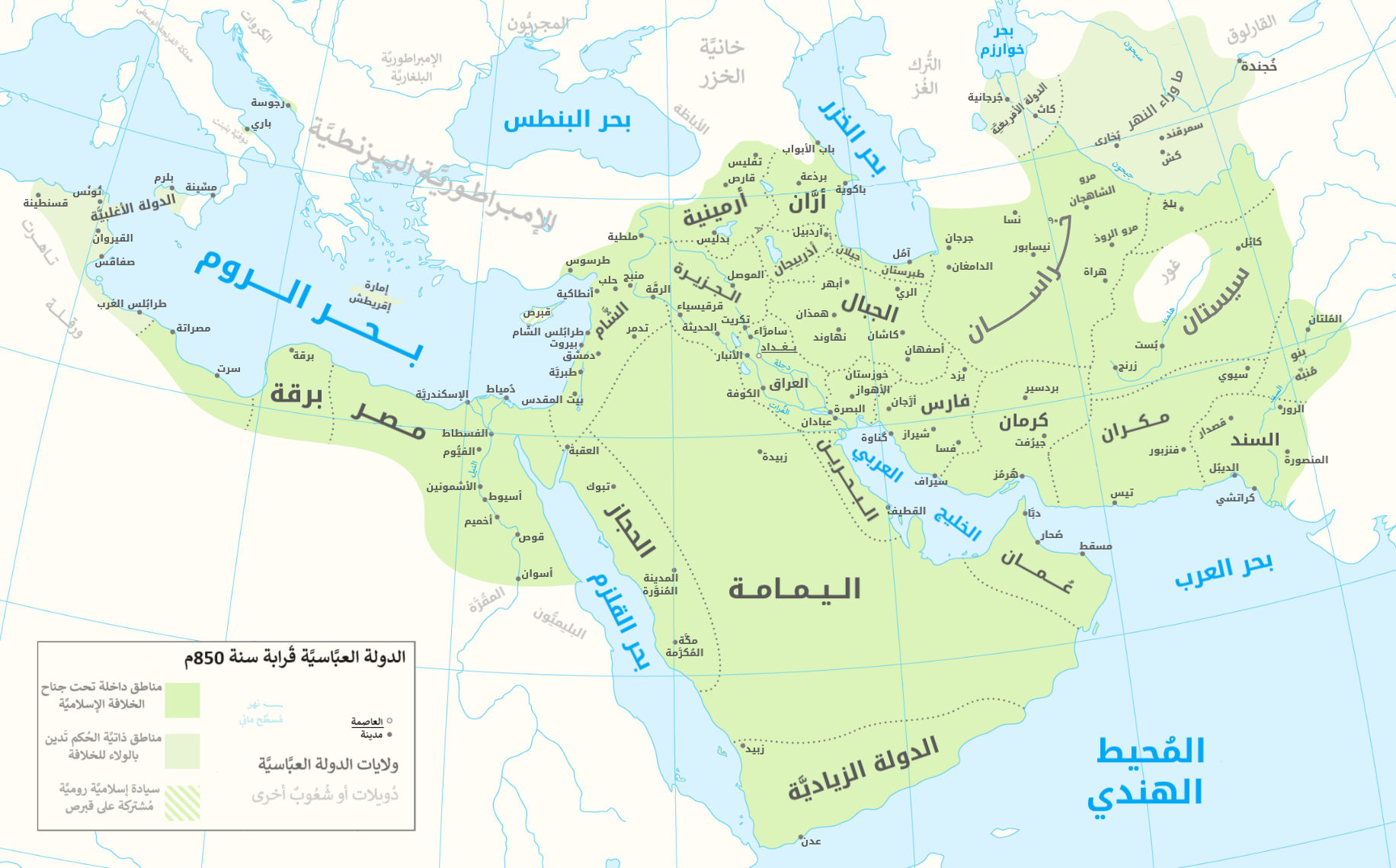
الخلافة العباسية في عهد الخليفة الخامس عشر أبو العباس أحمد المعتمد على الله حوالي 850 م.

حوالي عام 870، كتب ابن خرداذبة المسالك والممالك (مع نشر الطبعة الثانية للكتاب عام 885). في هذا العمل، وصف ابن خردادبة مختلف شعوب وأقاليم الخلافة العباسية، وإلى جانب اهتمامه في الخرائط، يتضمن الكتاب أيضاً أوصافاً للأرض والسكان والثقافة في الساحل الجنوبي لقارة آسيا حتى براهامبوترا وجزر أندامان وشبه جزيرة ماليزيا وجاوة . تمت الإشارة إلى أراضي الصين أثناء حكم سلالة تانغ وسيلا الموحدة (كوريا) واليابان في عمله. كما كان من أوائل الكتاب المسلمين الذين سجلوا تجارة الفايكنج إلى الشرق: "كان التجار الذين يطلق عليهم روس يتاجرون في البحر الأسود وبحر قزوين، وينقلون بضائعهم على الجمال حتى بغداد".
ويذكر ابن خرداذبة بوضوح جزر الوقواق مرتين: شرق الصين هي أراضي وقوق، وهي غنية بالذهب حتى أن السكان يصنعون سلاسل لكلابهم وأطواق لقرودهم من هذا المعدن، كما يصنعون الستر المنسوجة بالذهب، تم العثور على خشب الأبنوس الممتاز هناك. ومرة أخرى: يتم تصدير الذهب والأبنوس من الوقوق.
ولـ خُرداذُبه حوالي 8-9 كتب أخرى في مواضيع عديدة مثل "الجغرافيا الوصفية" (كتاب المسالك والمماليك)، "آداب الاستماع إلى الموسيقى"، "أنساب الفرس"، الطبخ، "الشرب"، "علم الأنواء)، و"رفاق النعمة"، و"تاريخ العالم"، و"الموسيقى والآلات الموسيقية". يحمل كتاب الموسيقى عنوان كتاب اللهو والملاحي.

## وفاته
توفي سنة 300 هـ / 912 م، وقيل سنة 272 هـ / 885 م.